# Raimo Epifanio Tesauro
Raimo Epifanio Tesauro (Napoli, 1480 – Napoli, 1511 circa) è stato un pittore italiano del Rinascimento.
Nacque e morì a Napoli, ed era figlio (o nipote) e allievo di Bernardo Tesauro. Dipinse diverse opere ad affresco negli edifici pubblici di Napoli. 